# Joker: Ludilo u dvoje
Joker: Ludilo u dvoje (eng. Joker: Folie à Deux) američki je mjuzikl, psihološki triler kojeg je režirao Todd Phillips prema scenariju kojeg je napisao zajedno sa Scottom Silverom. Temeljen je na likovima DC Comicsa, ujedno je i nastavak filma Joker iz 2019. godine. U filmu Joaquin Phoenix ponavlja ulogu Jokera, a pridružuje mu se Lady Gaga glumeći njegovu simpatiju, Harley Quinn. Zazie Beetz također ponovno utjelovljuje svoju ulogu iz prethodnog filma, dok se Brendan Gleeson i Catherine Keener pridružuju glumačkoj postavi. Film su producirali Warner Bros. Pictures i DC Studios u suradnji s Joint Effort.
Film je objavljen u Sjedinjenim Državama 4. listopada 2024., a u Hrvatskoj dan ranije.

## Glumačka postava
- Joaquin Phoenix kao Arthur Fleck / Joker
- Lady Gaga kao Harleen Quinzel / Harley Quinn
- Zazie Beetz kao Sophie Dumond
- Leigh Gill kao Garyjev socijalni radnik
- Sharon Washington kao Arthurova socijalna radnica
- Brendan Gleeson
- Catherine Keener
- Jacob Lofland
- Steve Coogan
- Ken Leung
- Harry Lawtey

## Vanjske poveznice
- Službena stranica
- Joker: Ludilo u dvoje u internetskoj bazi filmova IMDb-a